# Kauehi
Kauehi és un atol de les Tuamotu, a la Polinèsia Francesa. És el cap d'una comuna associada a la comuna de Fakarava, juntament amb Aratika, Raraka i Taiaro.

## Geografia
Està situat a l'oest de l'arxipèlag, a 43 km al nord-est de Fakarava i a 18 km al nord-oest de Raraka.
| Aratika 35 km  | Takapoto 118 km | Tikei 109 km |
| Toau 65 km     |                 | Taiaro 47 km |
| Fakarava 43 km | Faaite 80 km    | Raraka 18 km |

L'atol és molt baix, amb una forma quasi circular de 23 km de llarg i 17 km d'ample, i amb un pas a la llacuna interior. La superfície total és de 28,28 km² incloses les terres emergides (15,18) i els esculls (13,1).
La vila principal és Tearavero, amb una població de 670 habitants al cens del 2002. Els habitants viuen principalment del cultiu de perles i copra. Disposa d'un aeròdrom.

## Història
Kauehi va ser descobert per Fitz-Roy, el 1835, encara que probablement ja era conegut pels comerciants de perles. Va ser conegut com a Vincennes, nom del vaixell de Charles Wilkes que hi va arribar el 1838.